# Килц (Хунсрик)
Килц (њем. Külz) општина је у њемачкој савезној држави Рајна-Палатинат. Једно је од 134 општинска средишта округа Рајн-Хунсрик. Према процјени из 2010. у општини је живјело 480 становника. Посједује регионалну шифру (AGS) 7140076.

## Географски и демографски подаци
Килц се налази у савезној држави Рајна-Палатинат у округу Рајн-Хунсрик. Општина се налази на надморској висини од 355 метара. Површина општине износи 6,9 km². У самом мјесту је, према процјени из 2010. године, живјело 480 становника. Просјечна густина становништва износи 69 становника/km².